# Carnet de Usuario Profesional de Nivel Básico de Productos Fitosanitarios
El Carnet de Usuario Profesional de Nivel Básico de Productos Fitosanitarios es la licencia mínima de ámbito europeo expedida para la manipulación, uso y aplicación de productos fitosanitarios. Está vigente desde septiembre de 2012 y en España, es expedido a través de los Departamentos de Agricultura y Ganadería de cada Comunidad autónoma.

## Capacitación
Esta cualificación va destinada para el personal auxiliar de tratamientos terrestres y aéreos, incluyendo los no agrícolas, y los agricultores que los realizan en la propia explotación sin emplear personal auxiliar y utilizando productos fitosanitarios que no sean ni generen gases tóxicos, muy tóxicos o mortales. También se expedirán para el personal auxiliar de la distribución que manipule productos fitosanitarios.

## Plan de estudios
Para la obtención del Carnet de Usuario Profesional de Nivel Básico de Productos Fitosanitarios es necesario la superación de un curso de formación específico de 25 horas, cuyo contenido es el siguiente:

1. Plagas de los cultivos: clasificación y descripción.

2. Productos fitosanitarios: clasificación y descripción. Importancia y contenido de las etiquetas y de las fichas de datos de seguridad: Clasificación y etiquetado. Pictogramas, palabras de advertencia, frases de riesgo o indicaciones de peligro, consejos de prudencia, síntomas de intoxicación y recomendaciones para el usuario. Casos prácticos.
3. Riesgos derivados de la utilización de productos fitosanitarios para el medio ambiente. Medidas para reducir dichos riesgos, incluyendo medidas de emergencia en caso de contaminaciones accidentales. Buenas prácticas ambientales en relación a la preservación de los recursos naturales, biodiversidad, flora y fauna. Protección y medidas especiales establecidas en la Directiva Marco del Agua (Directiva 2000/60/CE). Eliminación de envases vacíos. Casos prácticos.
4. Peligrosidad de los productos fitosanitarios para la salud de las personas:
Riesgos para el consumidor por residuos de productos fitosanitarios. Manera de evitarlos y medidas de emergencia en caso de contaminaciones accidentales. Concepto de seguridad alimentaria.
Riesgos para la población en general.
Riesgos para el aplicador: Intoxicaciones y otros efectos sobre la salud. Prácticas de primeros auxilios.
Estructuras de vigilancia sanitaria y disponibilidad de acceso para informar sobre cualquier incidente o sospecha de incidente.
5. Medidas para reducir los riesgos sobre la salud: Niveles de exposición del operario. Posibles riesgos derivados de realizar mezclas de productos. Medidas preventivas y de protección del aplicador. Equipos de protección individual.
6. Prácticas de identificación y utilización de EPIs.
7. Secuencia correcta durante el transporte, almacenamiento y manipulación de los productos fitosanitarios.
8. Métodos de control de plagas, incluyendo los métodos alternativos. Tratamientos fitosanitarios. Preparación, mezcla y aplicación.
9. Métodos de aplicación de productos fitosanitarios. Factores a tener en cuenta para una aplicación eficiente y correcta.
10. Equipos de aplicación: descripción y funcionamiento.
11. Limpieza, mantenimiento e inspecciones periódicas de los equipos.
12. Practicas de aplicación de tratamiento fitosanitario.
13. Relación trabajo-salud: normativa sobre prevención de riesgos laborales.

14. Métodos para identificar los productos fitosanitarios ilegales y riesgos asociados a su uso. Infracciones, sanciones y delitos.
Anexo IV del R.D. 1311/2012

## Homologación y convalidación
Aquellas personas que estén en posesión de la licencia de nivel básico anterior a la puesta en vigencia, puede convalidar su antiguo carnet mediante la realización de un curso de reciclaje específico.
Aquellas personas que estén en posesión de un determinado título oficial reconocido (Grado Medio, Certificado de profesionalidad...), pueden homologar su formación para obtener el carnet sin necesidad de realizar ningún tipo de formación complementaria.